# Bulgarien neu laden

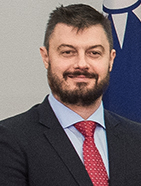
Parteivorsitzender Nikolaj Barekow

Bulgarien neu laden (bulgarisch Презареди БГ, Presaredi BG), bis 2017 Bulgarien ohne Zensur (България без цензура, ББЦ, Balgarija bes zensura, BBZ), ist eine rechtspopulistische Partei in Bulgarien. Sie wurde im Januar 2014 von dem ehemaligen Fernsehmoderator Nikolaj Barekow gegründet.
Die Partei ist nach einer gleichnamigen Fernsehsendung benannt, die Barekow von 2010 bis Sommer 2013 präsentierte. Bei der Europawahl im Mai 2014 trat sie in einem Bündnis mit der nationalistischen IMRO an und erreichte 10,7 % der Stimmen und zwei der 17 bulgarischen Sitze, von denen einer an BBZ und einer an IMRO ging. Für BBZ zog der Parteivorsitzende Barekow ins Europaparlament ein, wo er sich der Fraktion der Europäischen Konservativen und Reformisten (EKR) anschloss.
Barekow und seine Partei bedienen sich nationalistischer und xenophober Ressentiments, wenden sich rhetorisch gegen die türkische Minderheit und die Roma. Sie sorgten mit so widersprüchlichen Forderungen wie der Wiedereinführung der Monarchie und der Rückbenennung der Republik Bulgarien in „Volksrepublik“ (wie zur Zeit der kommunistischen Herrschaft) für Aufmerksamkeit. Zur bulgarischen Parlamentswahl im Oktober 2014 trat BBZ ohne Bündnispartner an und errang 5,7 % der Stimmen sowie 15 der 240 Sitze in der Nationalversammlung.
Anfang 2017 nannte sich die Partei in Презареди БГ („Bulgarien neu laden“) um. Die Behörden weigerten sich zunächst, die Partei unter dem neuen Namen an der Parlamentswahl im März 2017 teilnehmen zu lassen. Zwar hob ein Gericht diese Entscheidung auf, die Partei verzichtete jedoch schließlich auf die Wahlteilnahme.